# کفش

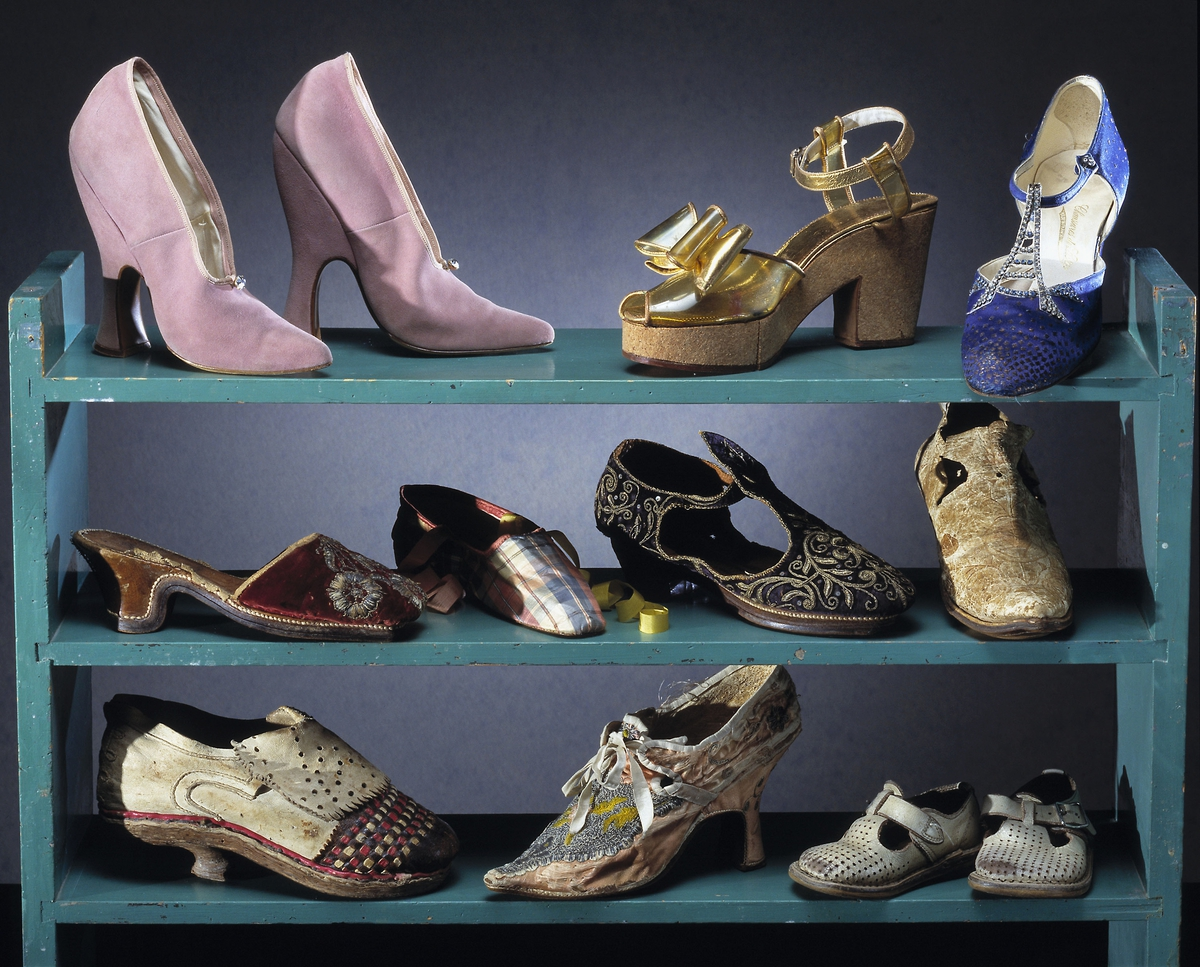
کفش‌های مردانه و زنانه نمایش یافته از سال ۱۷۰۰ تا دهه ۱۹۶۰ در موزه نوردیک

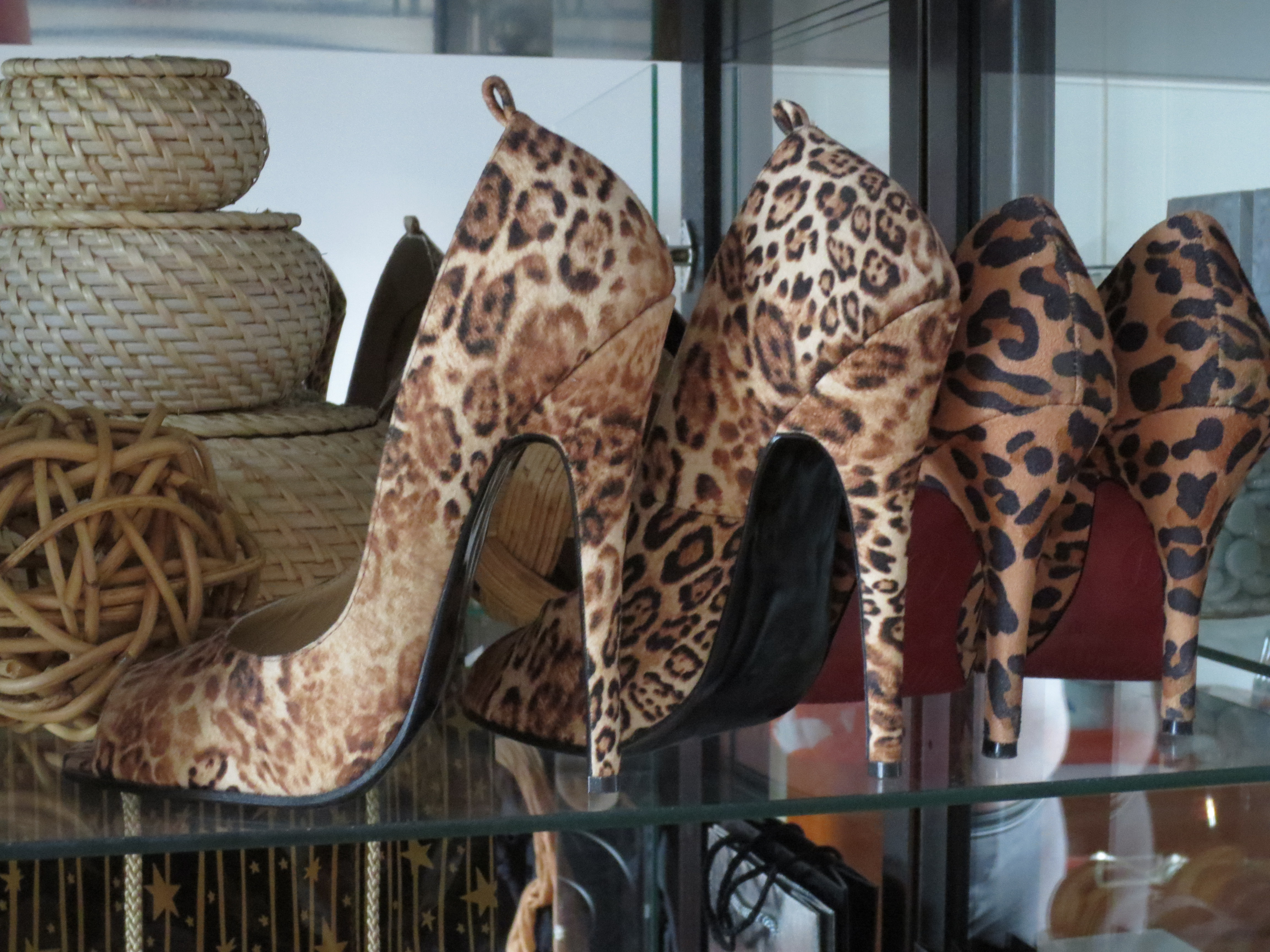
کفش‌های زنانه

کَفش پاافزاری برای محافظت و راحتی پای انسان به هنگام انجام کارهای گوناگون است.
پای انسان دارای استخوان‌های بیشتری نسبت به هر اندام دیگری از بدن است و در برابر خطرهای محیطی همچون سنگ‌های تیز و تغییر دما آسیب‌پذیر است که کفش در برابر این آسیب‌ها از پا محافظت می‌کند.

طراحی کفش‌ها در طول زمان تغییرات بسیاری پیدا کرده، که ظاهر آن در اصل با کارکرد آن بستگی داشته‌است. کفش‌های امروزی در سبک، پیچیدگی و هزینه تفاوت گسترده‌ای دارند. فرم کفش‌های نخستین به عملکرد آنان گره خورده بود، اما با گذشت زمان کفش‌ها نیز به کالاهای مد تبدیل شدند.
برخی از کفش‌ها نیز به عنوان تجهیزات ایمنی استفاده می‌شوند، مانند چکمه‌هایی که در کارگاه‌های صنعتی پوشیده می‌شوند. امروزه در طراحی کفش‌ها، زیبایی و کاربرد آن در نظر گرفته می‌شود.
مد به طرح کفش اثر بسیاری دارد و چکمه‌های بلند زنانه، پاشنه‌بلندهای زنانه، کفش‌های اسپرت پسرانه، کفش‌های ورزشی مانند فوتبال نمونه‌هایی از اثر مد بر کفش هستند.
کفش‌های امروزی از نظر سبک، پیچیدگی و هزینه بسیار گوناگون هستند. کفش‌های مد روز ساخته شده توسط طراحان معروف ممکن است از مواد گران قیمت ساخته شده باشند، از روند ساخت و فروش پیچیده‌ای استفاده کنند و با مبالغ زیادی به فروش برسند.

## واژه‌شناسی
کفش واژه‌ای پارسی است که در پارسی میانه نیز به همین شکل «کفش» بوده‌است. به سازنده و تعمیرکنندهٔ کفش، کفش‌گر یا کَفّاش گفته می‌شود. کفاش به قیاس کلمه‌های عربی ساخته شده‌است و در منابع کهن‌تر فارسی نظیر شاهنامه کفش‌گر به کار رفته‌است.

## پیشینه

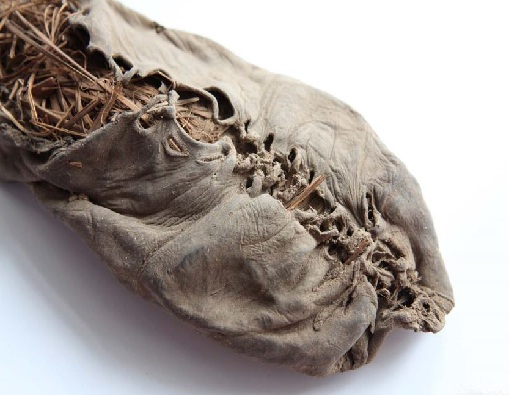
قدیمیترین کفش چرمی جهان کفش آرنی-۱است

برخی از گونه‌های کفش‌های تاریخی به این شرح است:
- صندل مصری: این گونه از صندل‌ها که قدمت آن‌ها به ۱۲۰۰ سال پیش از میلاد مسیح بازمی‌گردد، دو نوع بوده‌است یکی نوک تیز و دیگری ساده.
- کفش یونانی: این کفش‌ها که به صورت لاانگشتی بوده‌اند، توسط سربازان و مردان آزاد استفاده می‌شده‌است که قدمت آن به ۱۰۰۰ سال پیش از میلاد مسیح بازمی‌گردد.
- پادوکای هندی: این نوع کفش قدیمی‌ترین نوع کفش هندی‌ها به‌شمار می‌رود و زمان استفادهٔ آن‌ها به قبل از دورهٔ راما و ودا بازمی‌گردد.
- لیلی‌فوت چینی: این کفش‌ها مربوط به چین بوده و با توجه به اینکه داشتن پاهای کوچک معیار زیبایی شمرده می‌شد، این کفش‌ها اغلب کوچکتر از اندازهٔ پاهای معمولی بوده‌اند.

## دسته‌بندی
کفش‌ها را می‌توان به روش‌های گوناگونی دسته‌بندی کرد. برای نمونه، از دید ظاهر و روش محکم شدن کفش روی پا می‌توان کفش‌ها را به انواع بندی، سگک دار و بی بند تقسیم کرد. همچنین جنس کفش می‌تواند از چرم یا مواد دیگر باشد و به همین روی، می‌توان کفش‌های چرمی، پلاستیکی، کتانی، چوبی en و مانند آن را متمایز کرد. از نظر جنسیت و سن و سال نیز می‌توان کفش‌ها را به گروه‌هایی مانند مردانه، زنانه و اسپورت (هر دو جنس)، بچه گانه (دخترانه و پسرانه) تقسیم کرد. از نظر کاربرد نیز کفش‌های معمولی، ورزشی، صنعتی و مانند آن قابل تشخیص هستند.

### کفش‌های معمولی

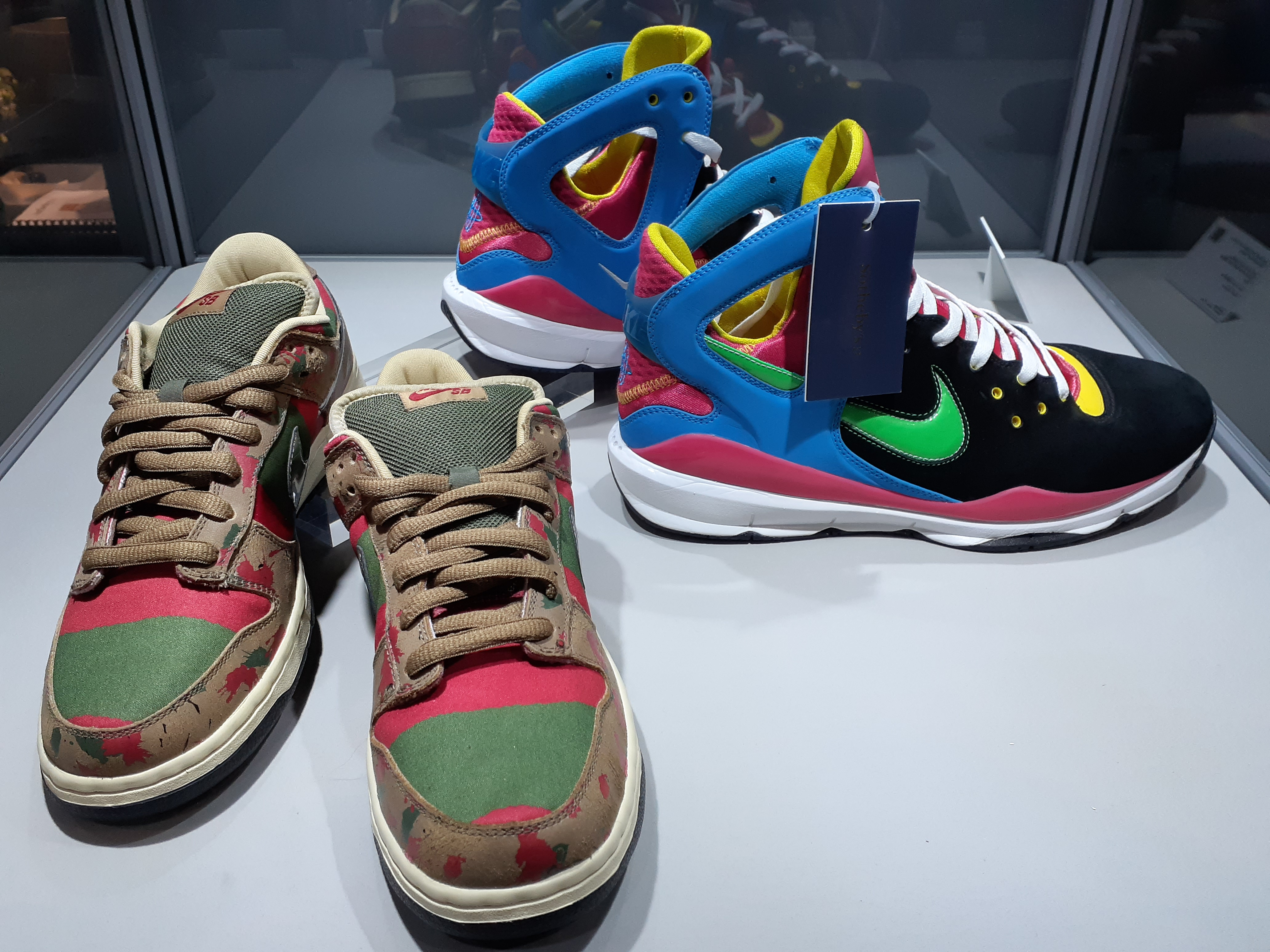
دو نوع کفش اسپرت

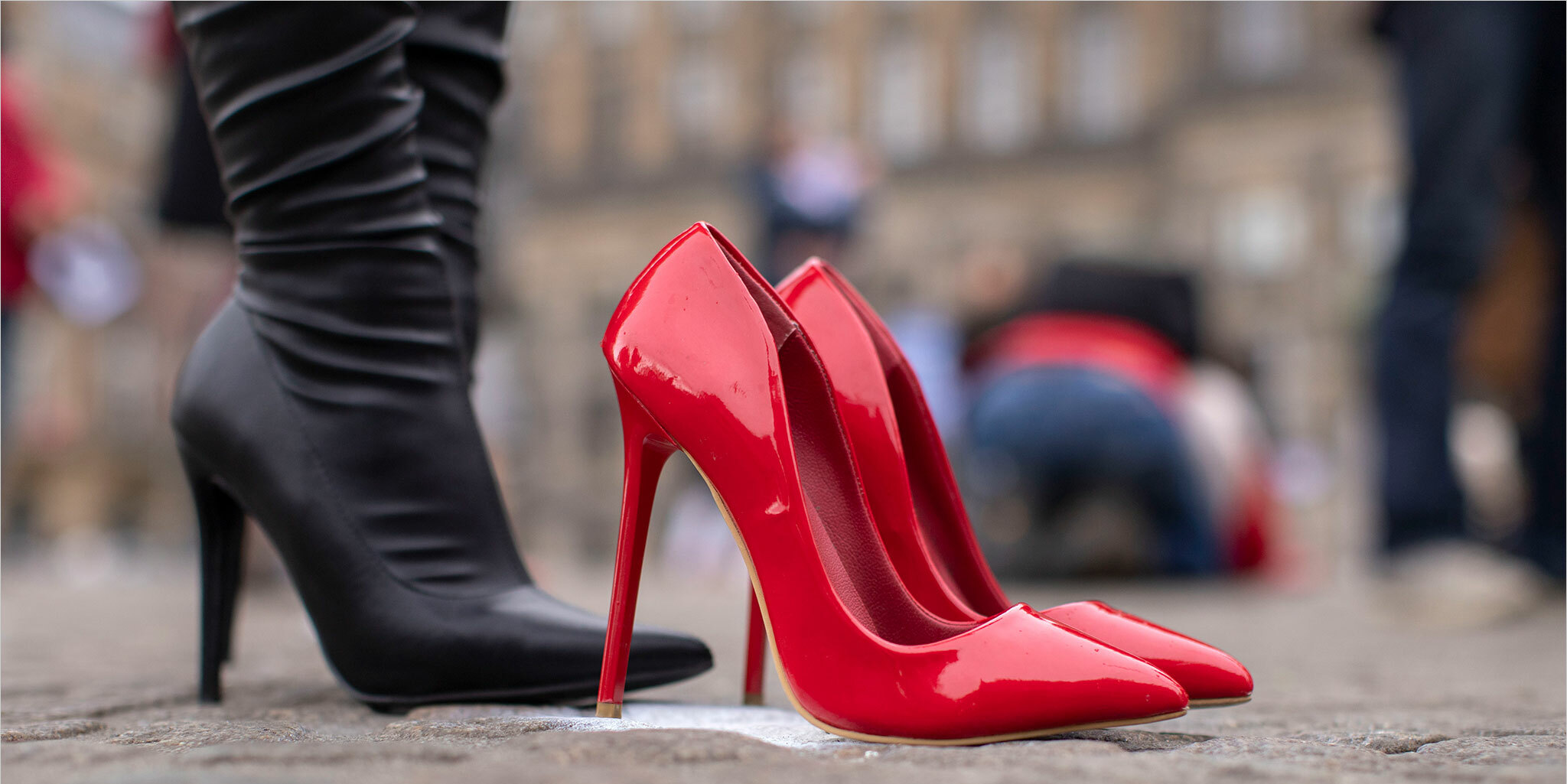
دو نوع کفش زنانه پاشنه‌بلند

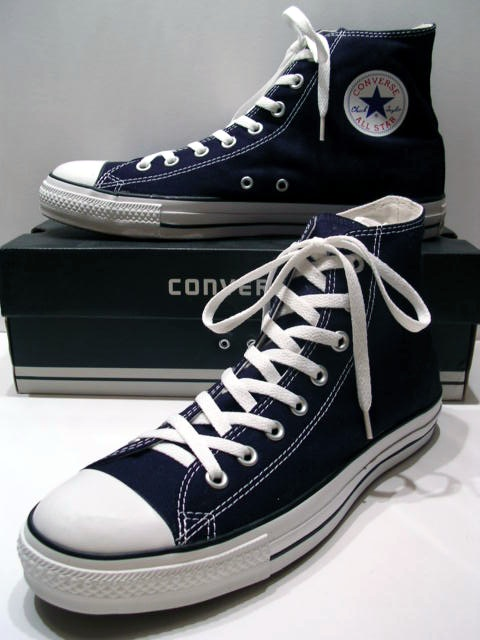
کفش‌های روزمره

طیف گسترده‌ای از کفش‌ها، برای استفاده روزمره و عمومی یا رسمی افراد مختلف ساخته می‌شوند. این کفش‌ها اغلب دارای زیره‌ای ضخیم و رویه‌ای نرم‌تر از جنس چرم یا مصنوعات مشابه چرم هستند. ممکن است رویه کفش کاملاً پوشیده یا نیمه پوشیده و دارای منفذ باشد به گونه‌ای که پاها از درون کفش دیده شود. انواع کفش‌های معمولی عبارتند از:
- کفش آکسفورد: مانندکفش بندی چرمی با نوک کشیده و دارایک یک لایه چرم. en
- کفش دربی: شبیه به کفش آکسفورد با رویه یک دست و نوک پهن‌تر. en
- کفش سگک دار - مانند کفش راهبه‌ای en
- کفش کلارک: گروهی از کفش‌های چرمی بی بند با رویه بلند و پاشنه تخت که حالت راحتی و غیررسمی دارند.
- کفش قیصری: در ایران گونه‌ای کفش چرمی مردانه و بندی با پاشنه بلند و نوک باریک و کشیده و اغلب به رنگ سیاه با عنوان کفش قیصری شناخته می‌شود.
- کفش رویه کوتاه: کفش‌های بی بند و راحتی شبیه به کفش کلارک اما با رویه کوتاه که نوع زنانه آن محبوب تر است.
- کفش پاشنه بلند (زنانه)
- کفش کف تخت - مانند گالش و کفش باله
- نعلین (کفش رویه چرمی جلوبسته بدون پشت) نمونه: Mule
- دمپایی برای استفاده راحت در خانه.
- دمپایی ابری (انگشتی)
- صندل
- چکمه

### کفش‌های ورزشی

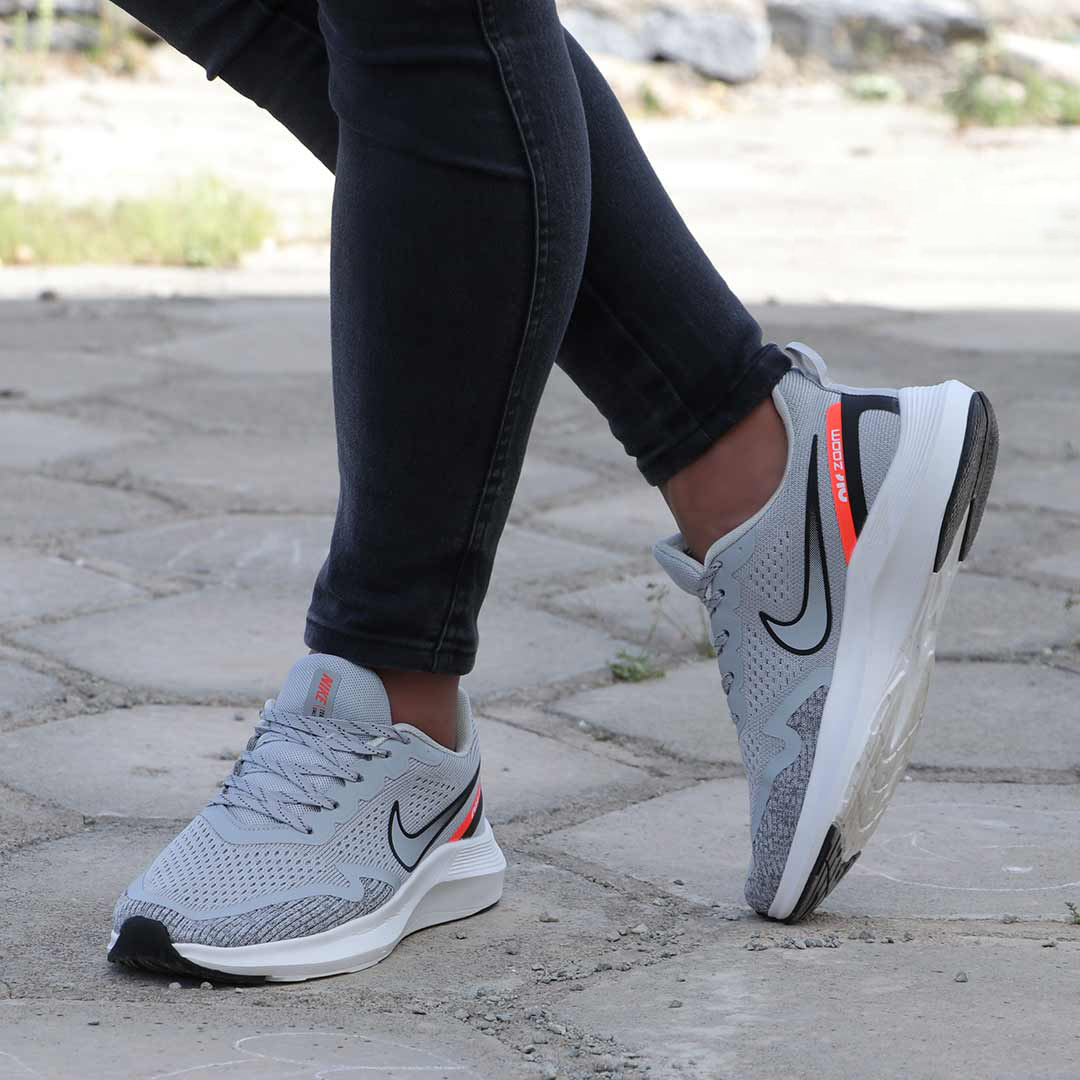
یک کفش ورزشی

این دسته کفش‌ها به گونه‌ای ساخته می‌شوند که امکان فعالیت‌های بدنی و انجام ورزش‌های گوناگون را فراهم می‌کنند.
- اسنیکر گونه‌ای کفش ورزشی از جنس کتان با کف تخت و با ساقه کوتاه یا بلند.
- کفش سوارکاری (چکمه) - کفشی با پاشنه جدا و ساق بلند جهت محافظت از پا و سواری آسان‌تر
- کفش استوک دار - کفش فوتبال
- کفش کوهنوردی
- کفش تخت باله
- کفش اسکیت
- کفش بولینگ
- کفش کشتی
- کفش دوچرخه‌سواری
- کفش اسکی

### چکمه یا بوت
چکمه یا بوت (همچنین پوتین یا موزه) پای‌افزاری است که معمولاً هم پا و هم قوزک پا را می‌پوشاند. برخی چکمه‌ها تا زانو و گاه تا بالای ران را هم می‌پوشانند. چکمه‌ها هم به دلیل کارکردشان و هم به دلایل استایل و مد پوشیده شده‌اند.
پاشنه چکمه‌ها نیز معمولاً به گونه‌ای ساخته می‌شود که از بقیه کف چکمه قابل تشخیص باشد. چکمه‌ها در آغاز برای استخدام اسب سواران و سپاهیان درست شده بود ولی امروزه چکمه‌ها برای زیبایی و مد به ویژه برای بانوان ساخته می‌شود. چکمه‌ها برای برخی افراد به معیار جذابیت تبدیل شده‌اند. همچنین به یک پوشاک استاندارد در صحنه‌های BDSM (که در آن چکمه‌های زنانه چرمی، لاتکس و پی‌وی‌سی مورد علاقه است) و پوشاک مد در موزیک ویدیوها تبدیل شده‌است. چکمه‌های چرمی تا زانو یا ران توسط برخی از رقصندگان و مدل‌های پور‌نوگرافی و بازیگران زن استفاده شده‌است. چکمه‌ها بخشی جدانشدنی از مد و پوشاک مدرن بوده‌اند.

### کفش‌های خاص
- کفش طبی - ارتوپدیک
- کفش باله، کفش رقص جاز و سایر کفش‌های رقص
- کفش ایمنی
- کفش ماهواره‌ای - برای کمک به آلزایمری‌ها

### برندهای پرآوازه
برندهایی در زمینه طراحی و تولید کفش ورزشی هستند که از سرشناس‌ترین آن‌ها می‌توان به موارد زیر اشاره کرد:
- کفش نایک (Nike)
- کفش ریبوک (Reebok)
- ونس (vans)
- کفش آدیداس (Adidas)
- نیو بالانس (NEW BALANCE)
- کفش اسکچرز (Skechers)
- کفش آسیکس (asics)
- سالومون SALOMON
- کفش فیلا (Fila)

### کفش‌های سنتی
کفش‌های قدیمی برای نمونه در ایران در انواع چاروق، گیوه، نعلین، اروسی یا اُرسی، سگکی، صندل، دمپایی، قُندره و دهان‌دولچه‌ای ساخته می‌شد. به نوعی پاشنهٔ کفش که با چرم و میشَن (چرم بز) و مانند آن ساخته بشود «نعلَکی» می‌گویند.

## بخش‌های سازنده
کفش‌ها دارای بخش‌های گوناگونی هستند از جمله:
- رویه
- تخت بیرونی
- کف‌های داخلی قابل تعویض
- مغزی: باریکهٔ چرمی نوارمانند که میان زیره و رویهٔ کفش دوخته می‌شود.[۹]
- توکاری: کاغذ یا مقواهایی که برای کلفت نشان دادن زیره، میان کف و زیره کفش چسبانده می‌شود.[۱۰]
- پاشنه
- زیرپاشنه‌ها
- زیرپاشنه‌های گتر
- ساق‌پوش

## نگارخانه

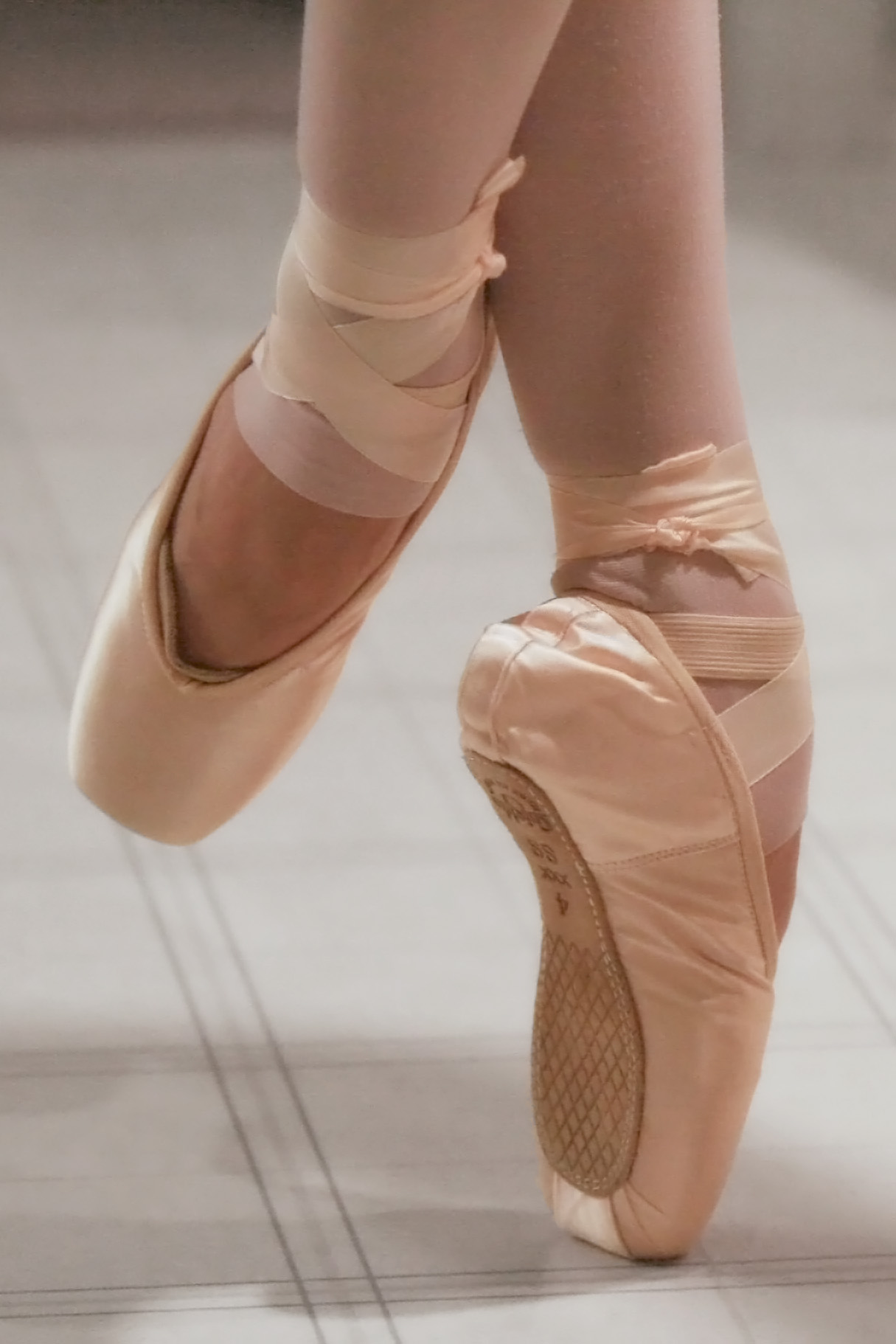
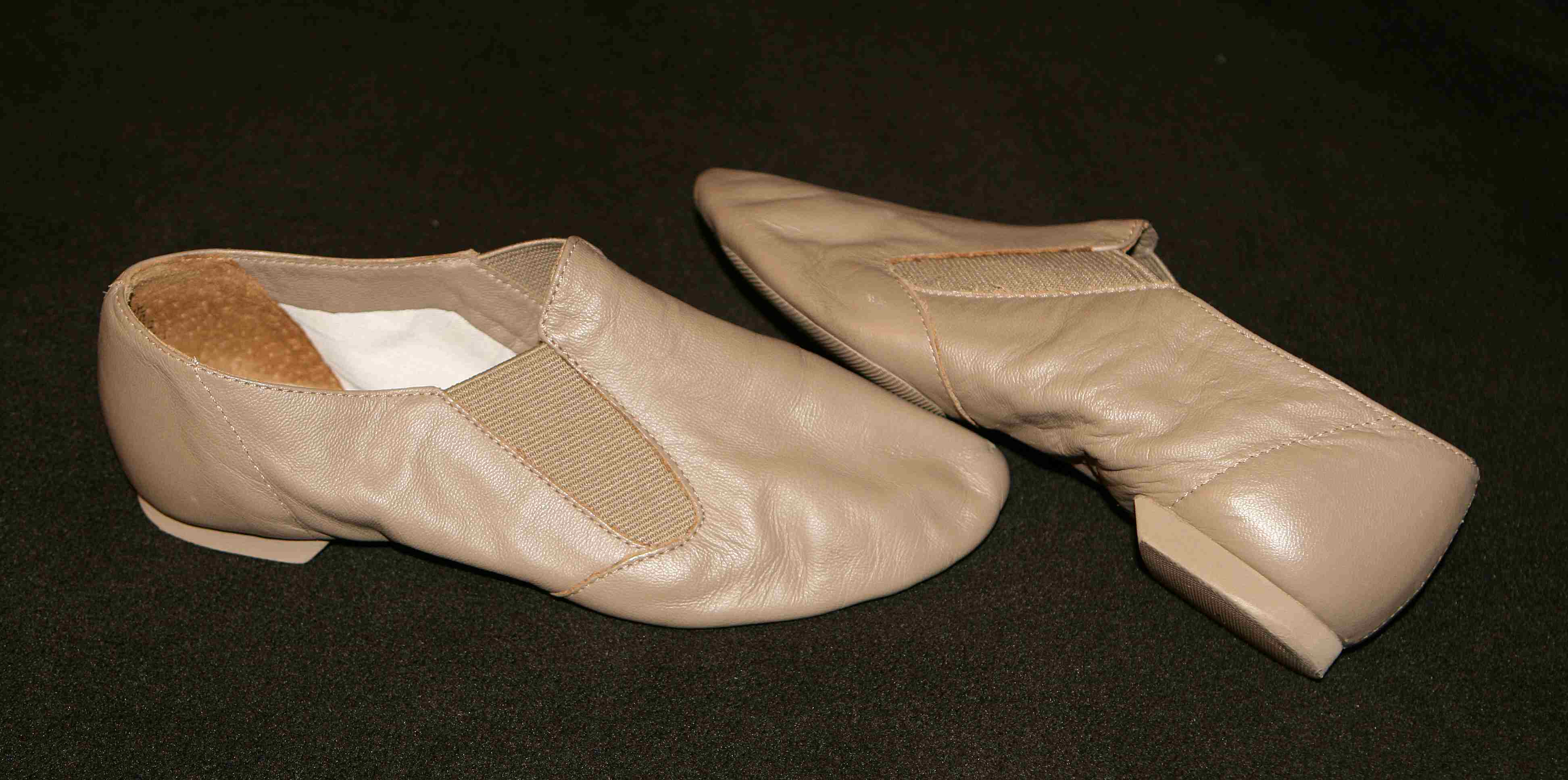
کفش‌های مخصوص آکرودنس
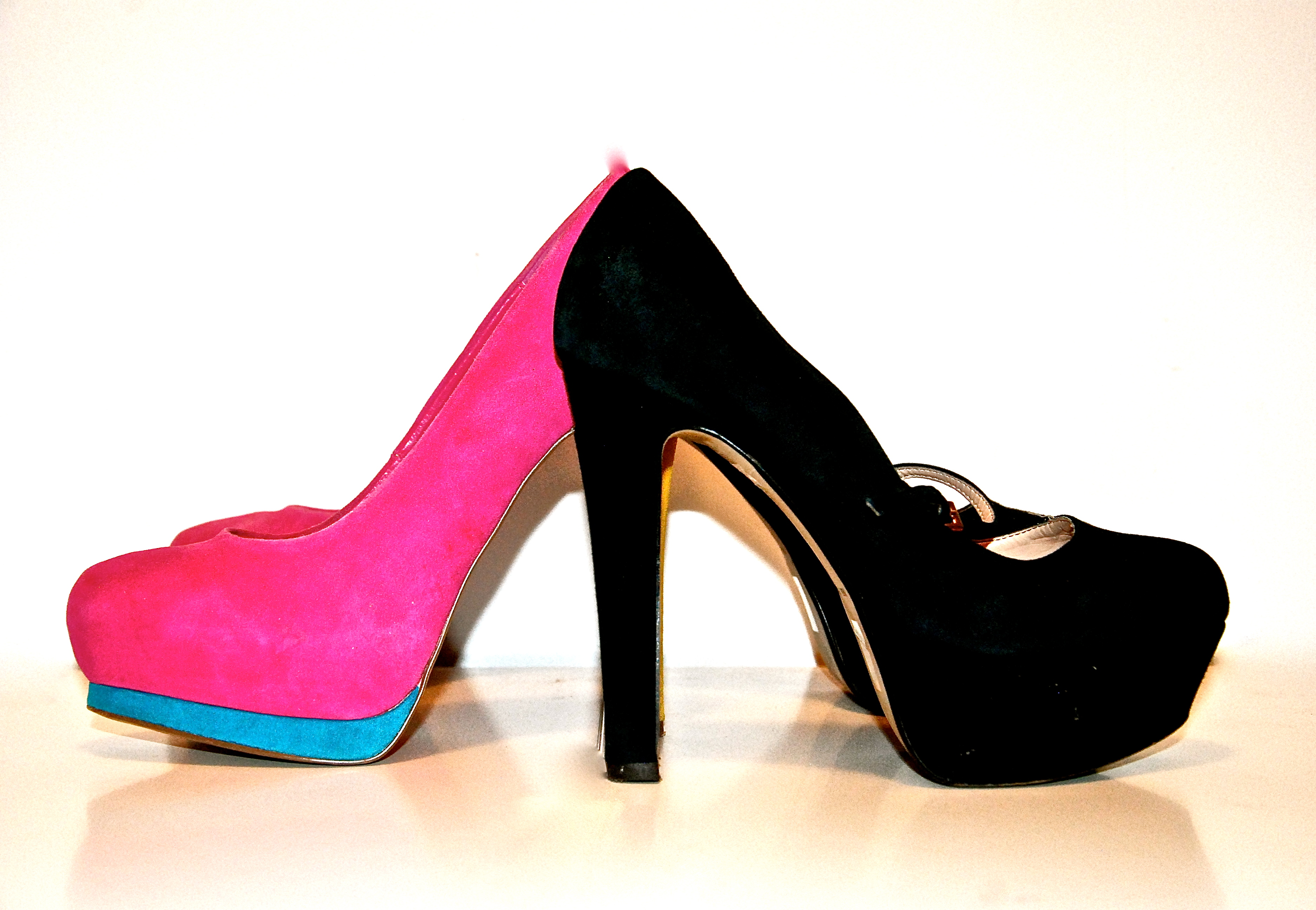
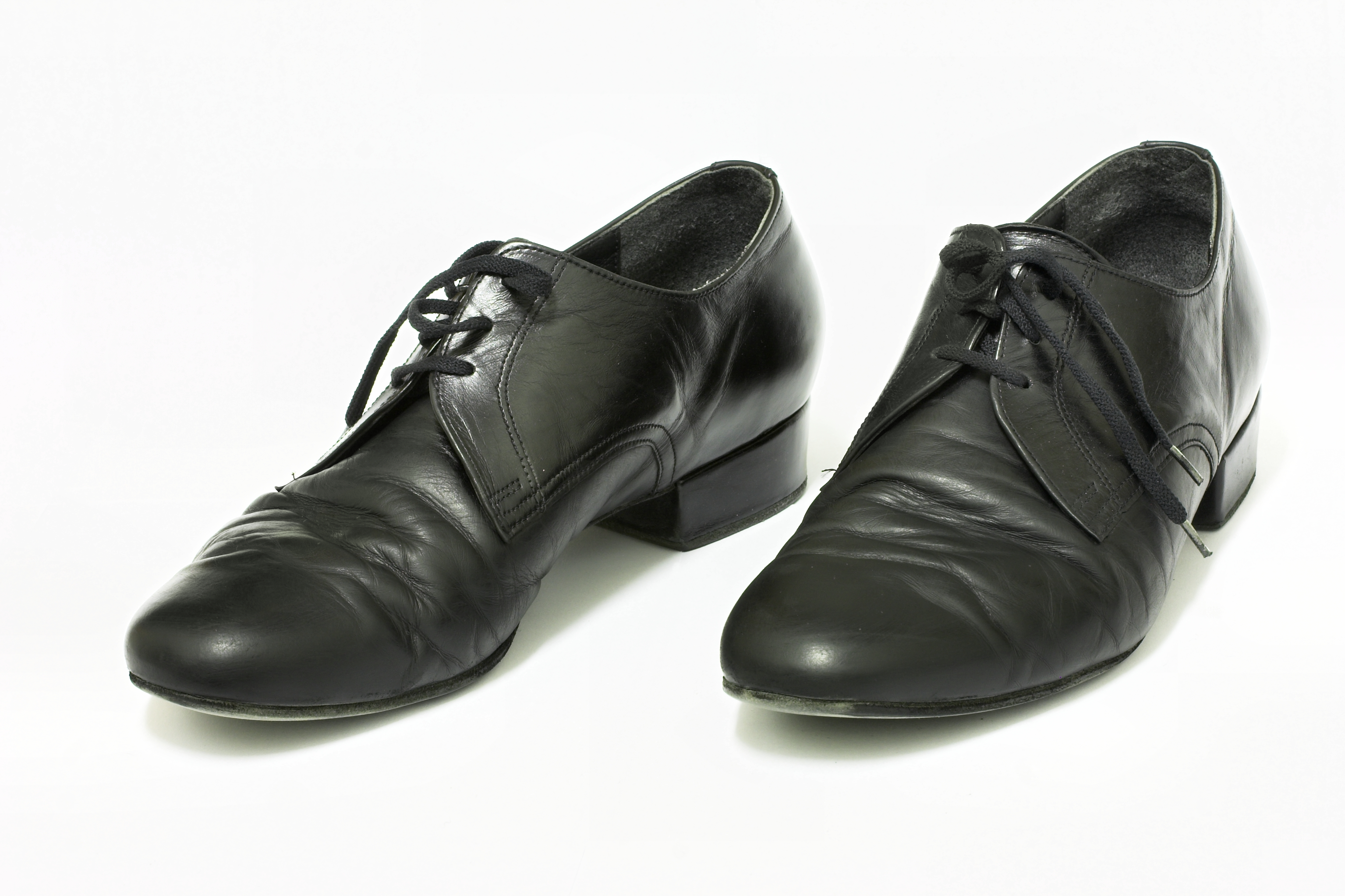
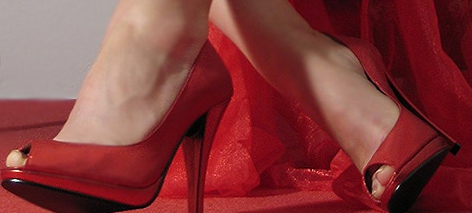
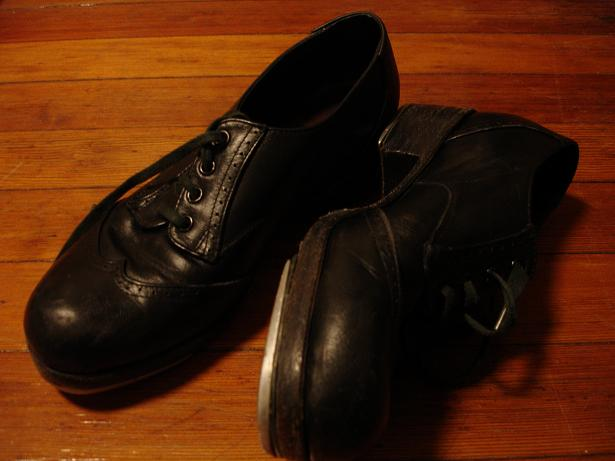
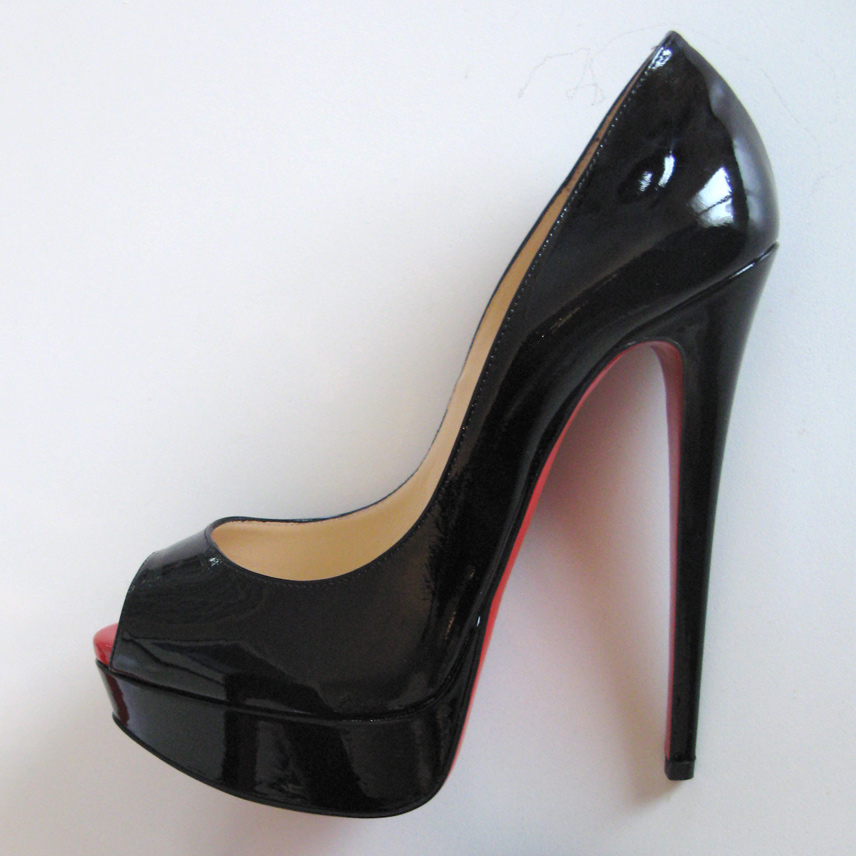
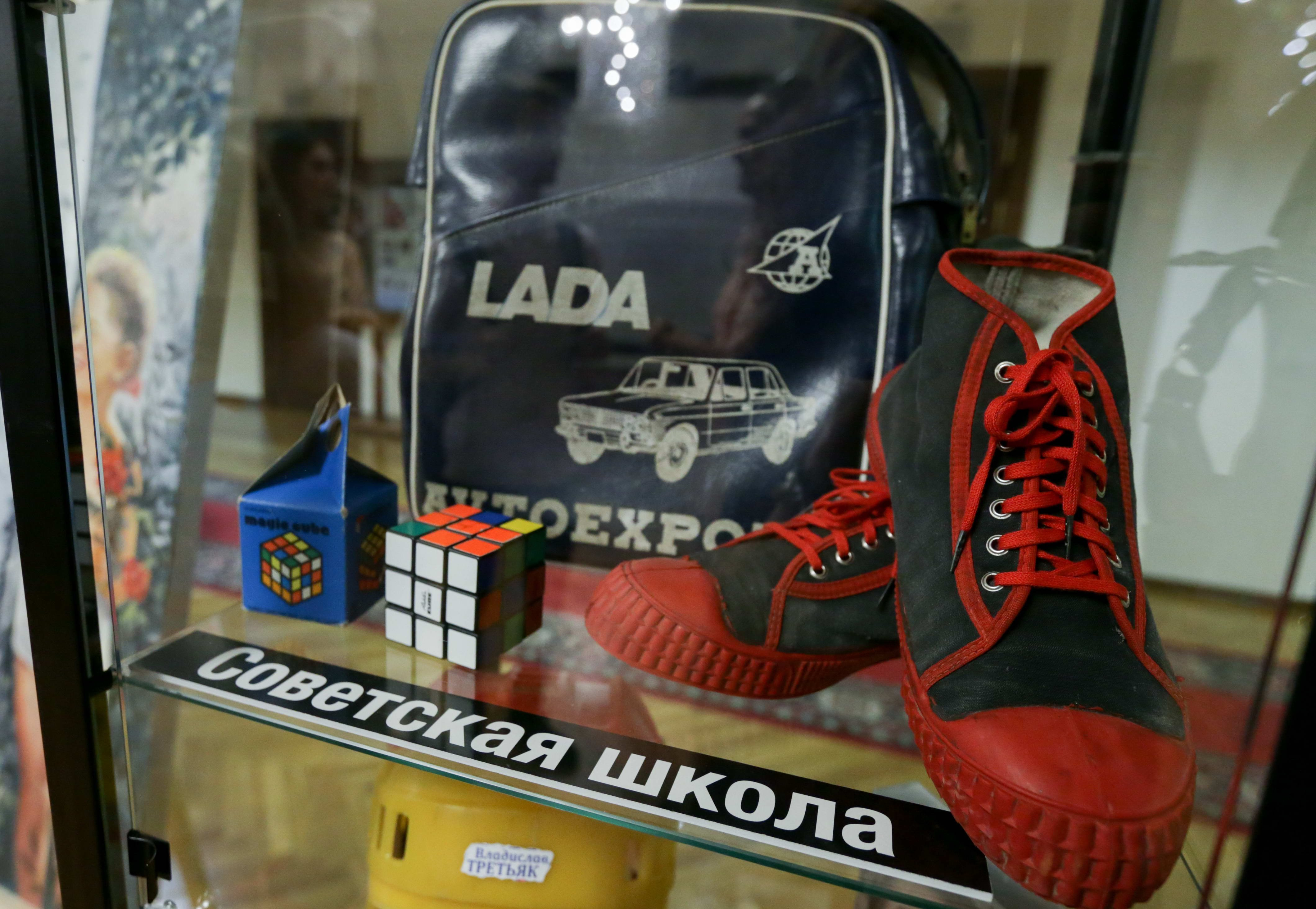
کفش‌های اسپرت
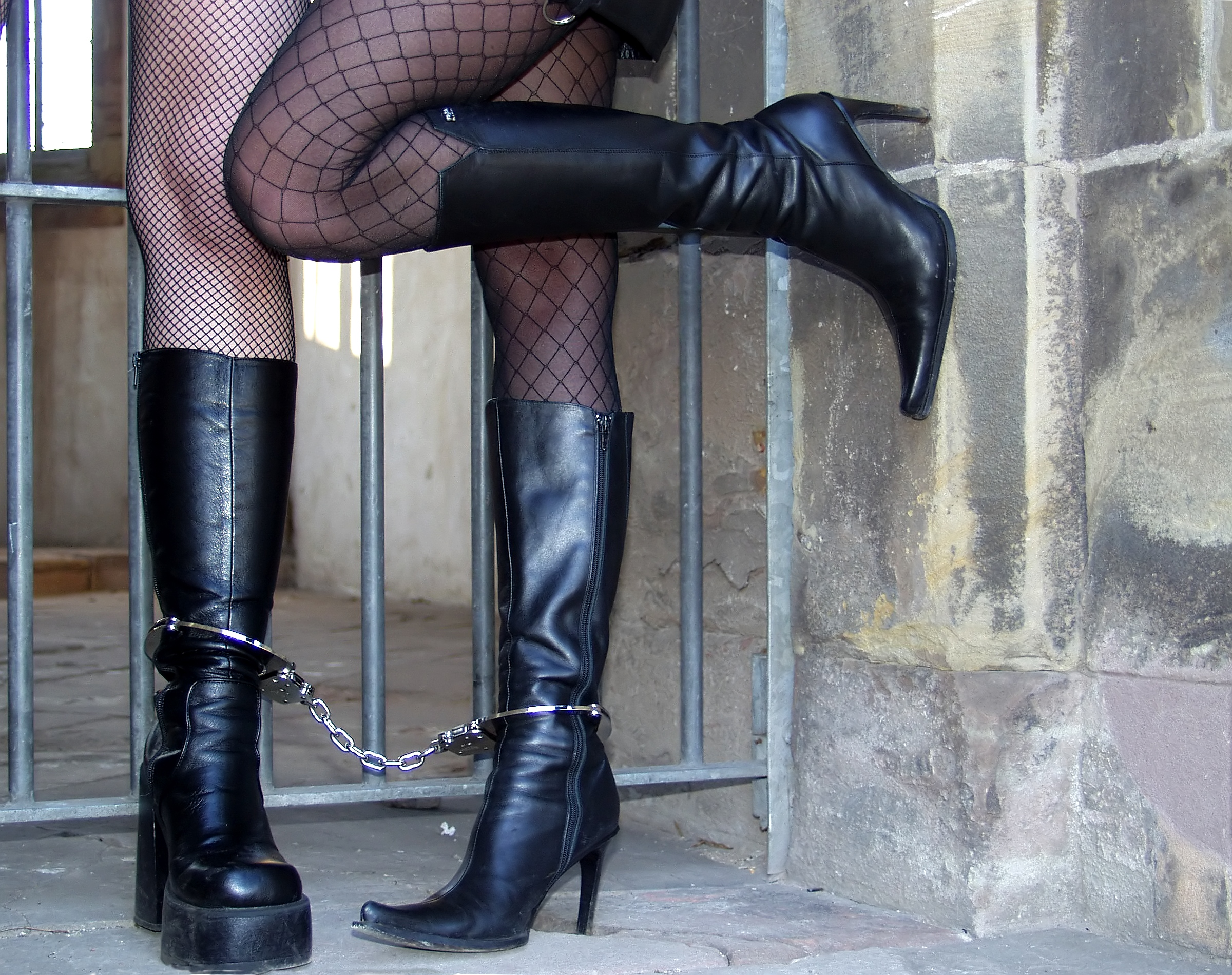